# Biblioteca de Ponent
La Biblioteca del Ponent és una de les biblioteques municipals de Sabadell. La gestiona l'Ajuntament de Sabadell en conveni amb la Diputació de Barcelona i forma part de la Xarxa de Biblioteques Municipals de la província de Barcelona i del Sistema de Lectura Pública de Catalunya.
Situada a la plaça d'Ovidi Montllor, 5, al barri de Can Rull, és un equipament del Districte 4 de Sabadell i la seva àrea d'influència s'estén als barris la Concòrdia, Can Borgonyó, Can Rull, Cifuentes, Via Alexandra, Can Llong i Castellarnau. Amb una superfície útil de 1.981 m2, es va inaugurar el 27 de febrer de 2011. Està situada a la planta baixa del Complex Alexandra, un edifici plurifuncional on hi ha també 168 habitatges i que és obra dels arquitectes Eduard Freixas, Rafael Gálvez i Ricard Perich. Una construcció eficient energèticament, per la qual cosa va guanyar el premi d'Habitatge Social de Catalunya 2012 pel sistema de climatització per geotèrmia i per plaques d'energia solar de les quals disposa.
Disposa d'un fons més de 40.000 documents.  Té un fons especial relacionat amb el món dels esports, ja que ben a prop de l'edifici hi ha uns quants clubs esportius, centres d'esports i associacions esportives. Disposa també d'un fons cinematogràfic de cinema policíac i thriller i conserva els documents que fan referència al municipi de Sabadell (col·lecció local).